# Бохджалян, Крис
Крис Бохджалян (Chris Bohjalian, арм. Քրիս Պոհճալեան, род. 12 августа 1962, Уайт-Плейнс, Нью-Йорк) — американский писатель-романист, автор 18 романов, включая бестселлеры «Акушерки» и «Девушки песчаного замка» о геноциде армян.

## Биография
Крис Бохджалян родился в Нью-Йорке в 1962 году в семье армянина и шведки. Писал для Cosmopolitan, Reader's Digest, The New York TImes, и Boston Globe Sunday Magazine. Первый роман опубликовал в 1988 г.
Его произведения периодически признаются бестселлерами «New York Times», «USA Today», «Washington Post», а роман «Акушерки», изданный в 1998 г., был включен в список лучших книг от Опры Уинфри. Книга переведена на 25 языков, по ней снят одноименный фильм.

## Награды
- Орден Св. Месропа Маштоца
- New England Society Book Award for The Night Strangers
- New England Book Award